# Meet Bill
Meet Bill (anteriormente conocida como Bill) es una película de 2007 escrita y dirigida por Bernie Goldmann y Melisa Wallick y protagonizada por Aaron Eckhart como el personaje principal.

## Sinopsis
Bill es un alguien insatisfecho que trabaja en el banco de su suegro, el Sr. Jacoby, y nadie lo toma en serio. Luchando con problemas de imagen corporal, esconde dulces en su casa y oficina. Jacoby, un pilar en la comunidad, está considerando una candidatura a la alcaldía. Bill y su esposa Jess viven en una casa provista por su padre y están económicamente cómodos.
Bill intenta comprar una franquicia de donas a través de los Whitman, para alejarse a sí mismo y a su esposa de las finanzas de Jacoby.
En la ceremonia de donación pública de la familia, Bill conoce a "The Kid", un chico al que protege del director de la escuela por posesión de marihuana. En el pasillo, el director sugiere un programa de tutoría escolar. Al ver a Jess hablando con el presentador de noticias Chip Johnson, sospecha levemente. Pone una cámara oculta en el dormitorio y se va de caza por motivos de trabajo. Después de ver el video que confirma la aventura de Jess con Chip, enfurecido, Bill irrumpe en la transmisión en vivo de Chip, lo golpea y es arrestado.
Después de que la policía vio el video sexual, circula por el banco y la comunidad local, lo que aumenta la vergüenza de Bill y Jess. Temiendo que podría arruinar la candidatura a la alcaldía de su padre, intenta ocultarle la aventura y el video.
El exitoso hermano de Bill, Sargeant, lo saca de la cárcel y él se queda en su casa con su esposo Paul. Peleando por el video sexual con su esposa, van a Chip's. Después de ser grosero con Jess, Bill lo golpea nuevamente, se transmite nuevamente por televisión y Bill es etiquetado como el "fan trastornado" de Chip. La gente al azar grita con frecuencia "¡Discúlpate!" a Bill a lo largo de la película, refiriéndose a él golpeando a Chip mientras gritaba "¡Discúlpate!" en el aire.
Retomar la natación ayuda a Bill a aclarar su mente y continúa asesorando a Kid, quien lo admira. Se diseña un plan para recuperar a la esposa de Bill. Lucy, la vendedora de lencería, coquetea con Bill para poner celosa a Jess. Mientras tanto, aún tratando de obtener la franquicia de donas, ya que los propietarios quieren conocer a Jess como co-socio, Lucy actúa como su esposa.
Recuperando su vida, Bill está eliminando los dulces, perdiendo peso, nadando todos los días, siendo mentor de Kid y tratando de recuperar a Jess. En una cena familiar, se ofrece como voluntario para comprar fuegos artificiales para el pícnic donde Jacoby anunciará su candidatura a la alcaldía. Después de un día lleno de diversión, Bill, Kid, Lucy y su amiga regresan a su tienda de campaña en el patio trasero de su hermano, donde él se droga y tiene sexo con la amiga de Lucy.
En el pícnic del campo de golf, Bill se acerca demasiado a su esposa y a Chip, en relación con la orden de restricción, por lo que la seguridad lo echa. Bill le dice a Kid que se reúna con él en la parte de atrás, pero mientras conduce allí, choca, lo que hace que los fuegos artificiales exploten antes de tiempo. The Kid lo rescata en un carrito de golf, lo lleva al hospital, donde aparece Jess y le dice que sabe sobre la franquicia. Hablando de su matrimonio, Bill revela su infelicidad y disgusto por su dependencia del dinero de su padre diciendo "nuestras vidas apestan".
Bill decide hacerse cargo de su vida. Mirándose a sí mismo en un espejo. al ver en lo que se ha convertido, se corta el pelo y cambia de vestuario. Más tarde visita a Jacoby en su oficina, renuncia y le señala que no encaja. Su suegro lo entiende, acepta su renuncia y felicita a Bill por atacar a Chip, diciendo que él habría hecho lo mismo. A pesar del intento de Jess de ocultarlo, Jacoby sabía sobre su aventura.
Cuando Bill se encuentra con los Whitman, se sorprende al ver a Jess. Ella los convence de que les permitan comprar la franquicia. Durante una conversación privada, Bill confiesa que lo iba a cancelar. Habiendo cambiado de opinión, deja pasar la compra y se la da. Hacen las paces, acordando separarse, poniendo la casa en venta.
En la escuela de Kid, Bill se despide de él, emocionado de comenzar un nuevo capítulo desconocido en su vida. Promete mantenerse en contacto, diciéndole que mire en su casillero que explota con fuegos artificiales, para su deleite.

## Elenco
- Aaron Eckhart como Bill Anderson.
- Logan Lerman como The Kid.
- Jessica Alba como Lucy.
- Elizabeth Banks como Jess.
- Timothy Olyphant como Chip.
- Craig Bierko como Sargento  (no acreditado).
- Reed Diamond como Paul.
- Marisa Coughlan como Laura.
- Kristen Wiig como Jane Whitman.
- Jason Sudeikis como Jim Whitman.
- Andy Zou como Donald Choo.
- Brian Schmidt como Jimmy (no acreditado).

### Casting
- Lindsay Lohan fue originalmente elegida como "Lucy", pero fue reemplazada por Jessica Alba cuando ningún trato fue negociado.
- Amanda Peet también iba a protagonizar en esta película, pero dejó el papel al mismo tiempo que Lohan. Peet fue reemplazada por Elizabeth Banks.

## Estreno
Fue estrenada oficialmente el 8 de septiembre de 2007, en el Festival Internacional de Cine de Toronto y fue elegida inmediatamente por distribución. Fue lanzada limitada el 4 de abril de 2008 en St. Louis y Minneapolis, con un lanzamiento mayor en 36 cine el 9 de mayo de 2008.